# Utanverk
Utanverk kallas sådana fästningsverk, som hade i uppgift att stärka den passiva motståndsförmågan och tvinga fienden till successiva bräschskjutningar och stormningsförsök. Dessa lades omedelbart framför en fästnings huvudvall, men gravarna stod i förbindelse med huvudgraven och omslöts tillsammans med huvudvallen av en gemensam betäckt väg med fältvall. Till utanverk räknades bland annat tenaljer, raveliner, reträttraveliner, contregarder, couvrefacer och envelopper.